# Sciaphila tosaensis
Sciaphila tosaensis là một loài thực vật có hoa trong họ Triuridaceae. Loài này được Makino miêu tả khoa học đầu tiên năm 1905.